# バート・ローテンフェルデ
バート・ローテンフェルデ (ドイツ語: Bad Rothenfelde, [baːt roːt̩nˈfɛldə]) は、ドイツ連邦共和国ニーダーザクセン州オスナブリュック郡南部の町村（以下、本項では便宜上「町」と記述する）である。

## 地理

### 位置
バート・ローテンフェルデは、トイトブルクの森の南数 km、オストヴェストファーレンとの移行部にあたり、ビーレフェルト、ミュンスター、オスナブリュックの都市トライアングルの中に位置している。町内の最高地点は西の町境上にあるクライナー・ベルク (208 m) である。

### 自治体の構成
バート・ローテンフェルデには、アッシェンドルフとシュトラングが属す。

### 隣接する市町村
バート・ローテンフェルデは、西はバート・ラーエル、北はヒルター・アム・トイトブルガー・ヴァルト、東はディッセン・アム・トイトブルガー・ヴァルト、南はノルトライン＝ヴェストファーレン州ギュータースロー郡のフェルスモルト市と境を接している。

## 歴史

### 郷土史

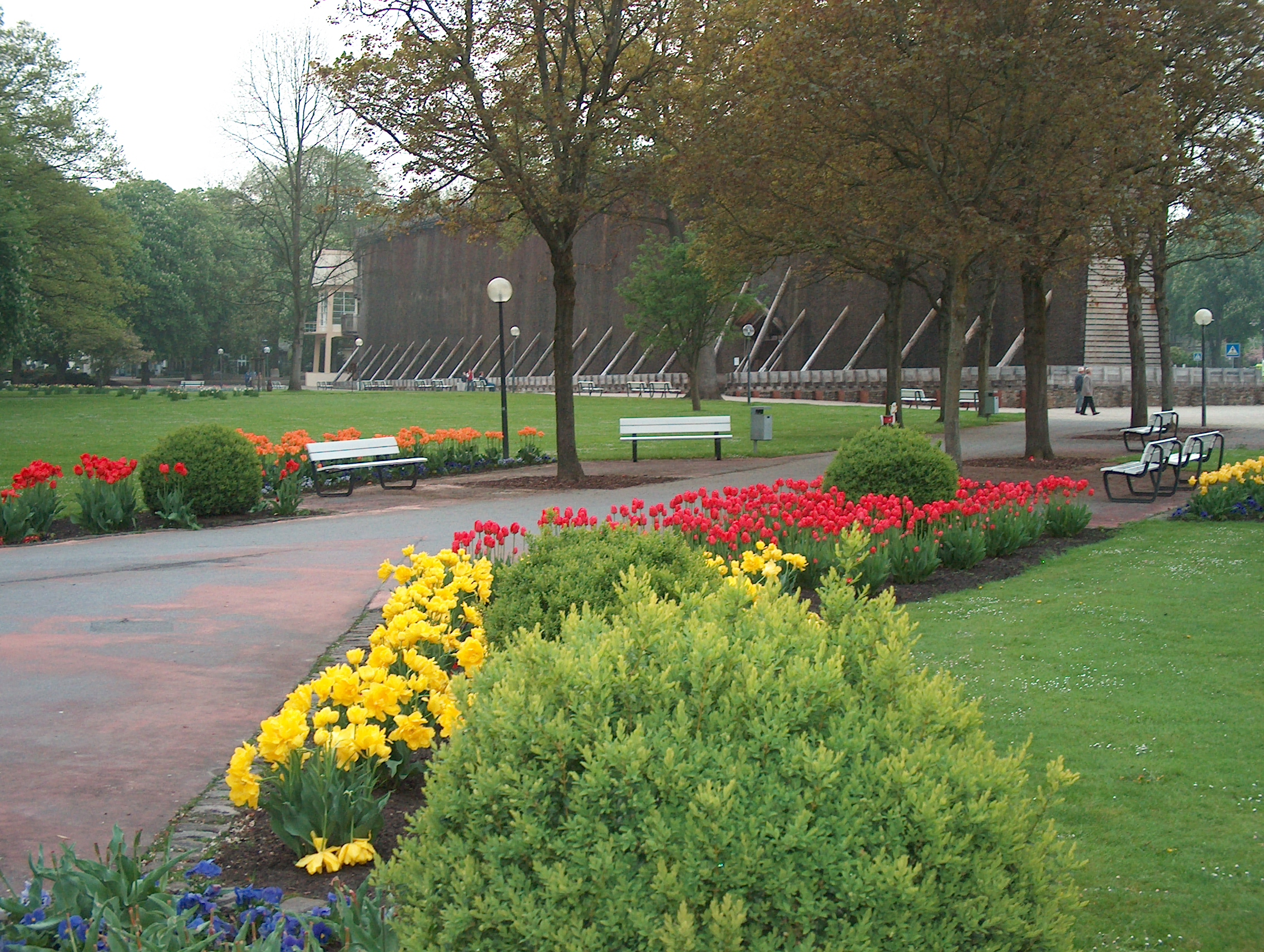
バート・ローテンフェルデのクアパーク。奥の茶色い壁が旧枝条架装置

クアガーデンの旧塩泉源前の記念碑には1724年9月22日にこの町の名前が書かれている。これが町の創設というわけではない。源泉の発見からこの町は、製塩所、入植地、農業が発展し、田舎町が形成され、最終的に温泉町が形成された。源泉はオスナブリュックの司教領主エルンスト・アウグスト2世の要請によりクリスティアン・メルカーが発見した。1725年から1726年までに最初の製塩小屋が建設され、製塩が始まった。旧枝条架装置は1773年から1774年に製塩監督官リュッティヒの指導下で建設され、操業を開始した。

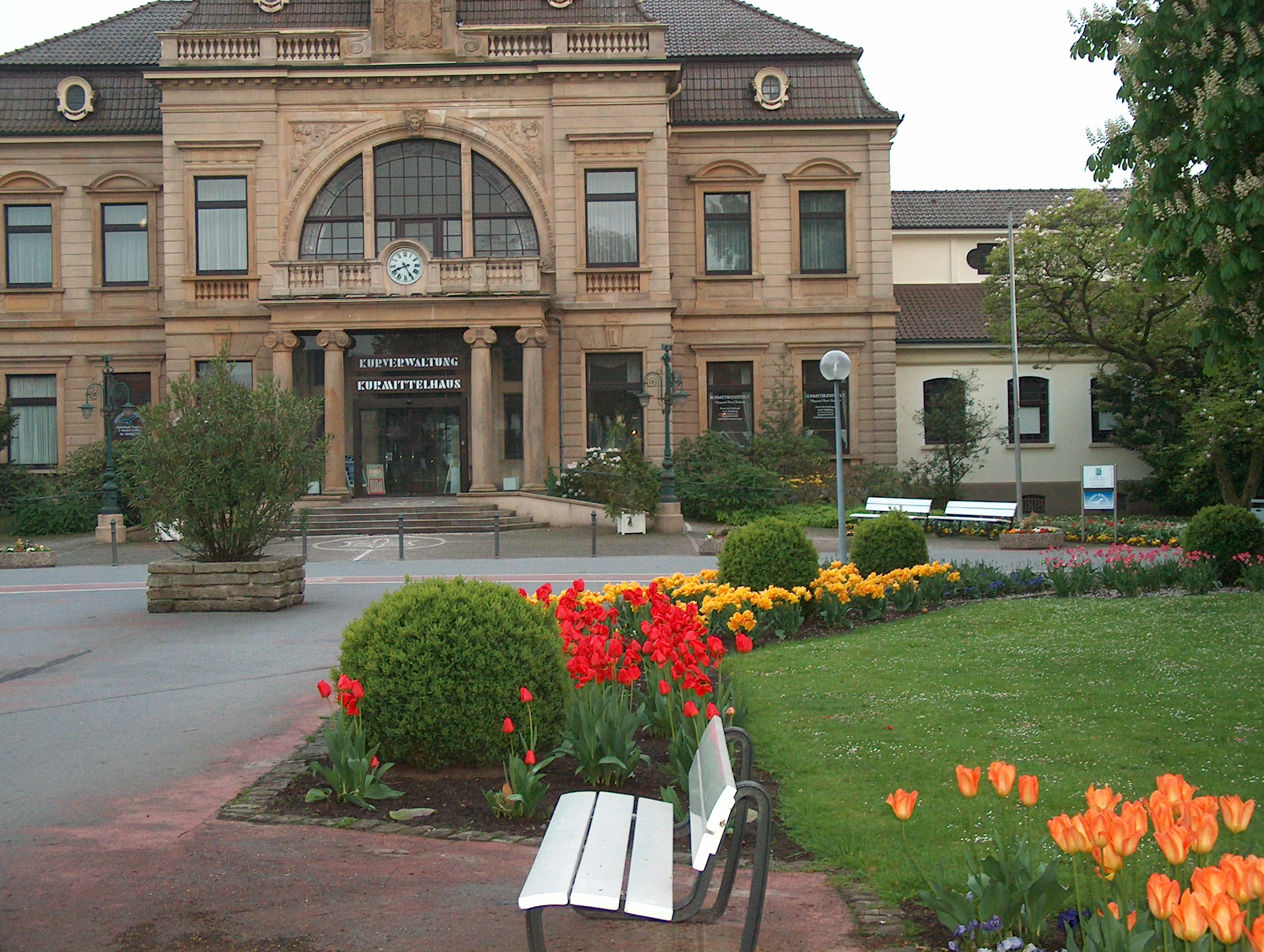
クアミッテルハウス

ローテンフェルデは1811年にフランスの支配下に置かれ、この時代に塩泉による療養効果が初めて証明された。新枝条架装置は製塩監督シュレンバッハの監督下で1818年から1822年に建設された。町の住民たちは1852年に「バーデハウスAG」を組織し、合わせて15の浴槽を持つ複数の公衆浴場を建設した。最初のクアコンサートは1860年に9つのボヘミア音楽団によって開催された。「ローテンフェルダー・ゾルバート & ザリーネン AG」が1872年にハインリヒ・シュヒターマン、アルベルト・ローマン、フリードリヒ・フォーヴィンケル、およびその他の商人達によって設立された。この会社はプロイセンから製塩所を譲り受け、クアガーデンを整備した。ローテンフェルデのファミーリエン学校は1891年に設立され、1897年からは私立学校として運営された。1894年に新しい源泉が掘られた。1905年にこの町に「バート」の称号が認可され、1909年にバート・ウント・クアミッテルハウス（温泉および温泉療養施設）がオープンした。
鉱山労働者組合のサナトリウム・ヴィトマンスホーフが1918年に建設され、1926年にヴァイトマンス泉が掘られた。ヴィテキント泉のボーリングは1930年から1931年に行われた。ゾーレ＝フライバート（塩水の屋外浴場）が1933年に建設され、1934年から1935年にクアハウスがさらに増改築された。ローテンフェルダー私立学校は当局の命令によって1940年に閉校となった。この町は戦争中破壊を免れた。戦争終了時、この町には10の野戦病院があり、約 800人の負傷者がいた。第二次世界大戦後、1950年のイギリスによる占領後に温泉業は再び操業を始めた。
1950年代に初めての大規模な住宅地「ヘルフェルナー・エシュ」が設けられた。それまで農業に利用されていたハノーファー修道院基金の土地は永代借地として不動産開発に貸し出された。ここに「ガーデンシティー」という新たな種類の住宅地を開発することが決まった。敷地は比較的広く分割され、広い前庭を設けることで価値を高めている。これは本来の植物と相まって住宅地の緑化をもたらす。州の住宅奨励に基づいてここに建設された最初の住宅は、Normcharakter の様式で建設され、それまで温泉建築によって形成されていた町の景観に変化をもたらした。時代とともに他の住宅地に対する需要が高まり、この町の典型的な建築様式が失われ、テラスハウスの建設計画が増加した。
1965年にバート・ローテンフェルデは州指定の薬湯となった。製塩所は1969年に経済的な理由で閉鎖された。温泉は公営化され、クアフェアヴァルトゥング GmbH（温泉管理会社）が設立された。経営母体は町と郡であり、それまで企業経営だったすべての温泉施設を引き継いだ。クアハウス、新枝条架装置のあるクアパーク、ブルンネン広場（泉の広場）は1971年から1973年に拡張され、刷新された。クアミッテルハウス裏のザリーネンホーフ（製塩所）にあった煙突は1972年に解体された。大火の後クアハウスは修復され、拡張された。公衆浴場前の道路が廃止された後、温泉施設の改造がなされた。1983年に町がクアフェアヴァルトゥング GmbH の単独経営者となり、ゾーレ＝フライバートは大規模な刷新がなされた後、同じ都市に再度営業を始めた。ドクトル＝バウアー郷土博物館は1986年に財団法人として町から引き継がれた。

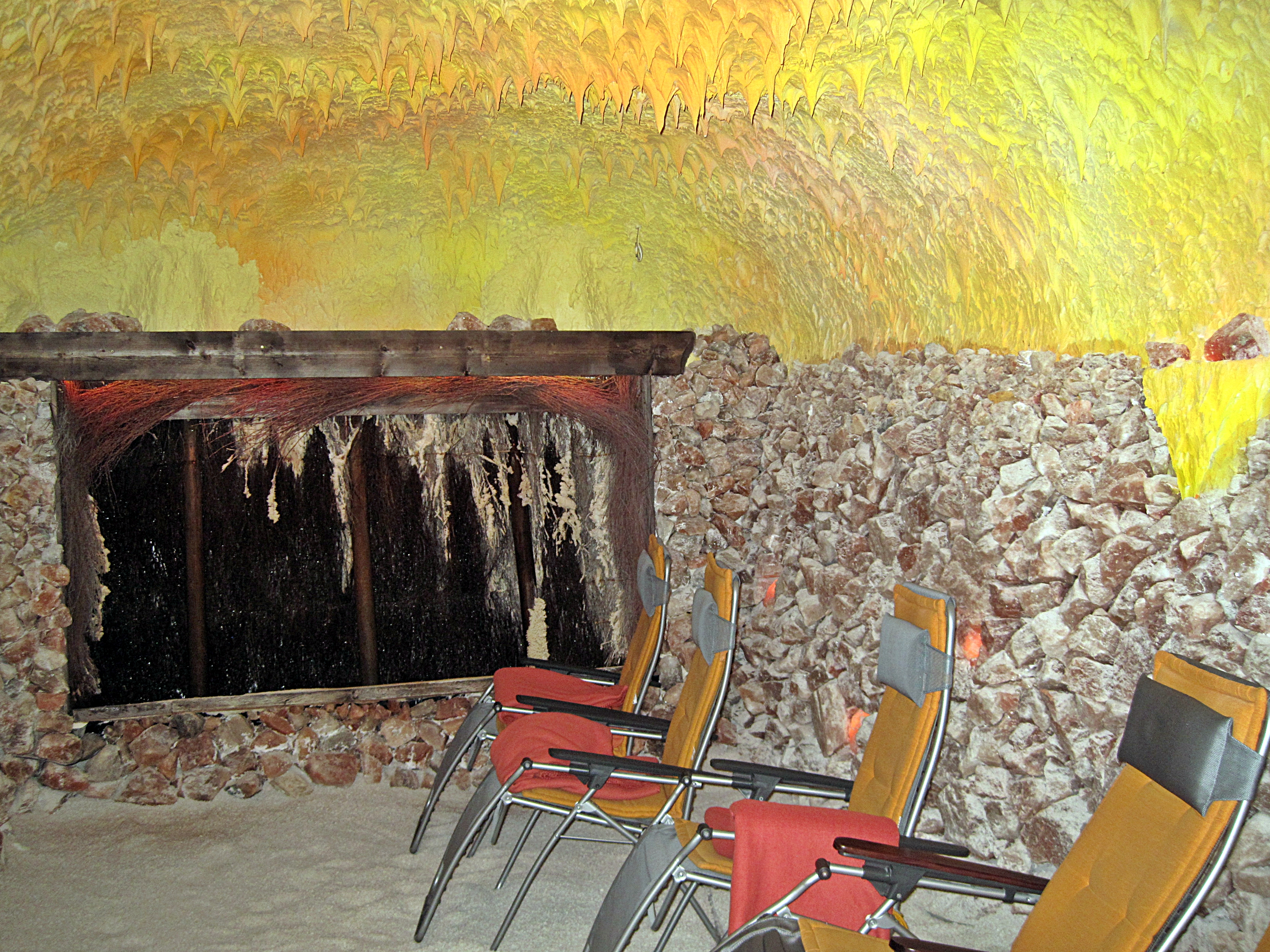
ザルツグロッテ

旧枝条架装置は1989年に一部が倒壊し、その後完全に解体された。その後継となる建物には 173万ユーロが費やされた。新たに建設された旧枝条架装置は1996年に完成した。クアハウスとクアシュポルツハレは1997年に民営化された。新枝条架装置前のバラ園は1999年に整備された。新枝条架装置の改修は3つの後期に分けて2002年に着手され、2004年に完了した。ザルツグロッテが、2005年にクアミッテルハウス内にオープンした。同じ年に町は温泉業100周年を祝った。ハレン＝ゾーレ＝ヴェレンバート（塩水の屋内浴場）は2010年末に閉鎖され、2011年に解体された。新しいテルメは2013年7月にオープンした。ここには、計 800 m2 の屋内・屋外浴槽の他に、多くのサウナ室も備えられている。

### 町村合併
1974年4月1日に、バート・ローテンフェルデとディッセン市との間で、人口約 600人の地域を編入し、約100人強の地域を分離する町域交換が行われた。

### 地名とその由来
古い地名は、1512年 Rodenfelde、1723年 Rahfelde、1724年 Rodenfelde、1772年 Rotenfelde、1811年 Rothenfelde、1821年 Rotenfelde、1905年 Bad Rothenfelde。ローテンフェルデ (Rothenfelde) は、低地ドイツ語で「赤い土地」を意味し、土壌の色に由来する。

## 住民

### 人口推移
以下の表は、各時点での町域における各年12月31日時点の人口を示している。
数値は、1987年5月25日の人口調査結果に基づくニーダーザクセン州統計およびコミュニケーション技術局の研究結果である。
1961年（6月6日）と1970年（5月27日）の数値は、1972年7月1日に合併したレムゼーデを含めた人口調査の結果である。
| 年   | 人口（人） |
| ---- | ---------- |
| 1961 | 4,827      |
| 1970 | 5,404      |
| 1987 | 5,839      |
| 1990 | 6,107      |
| 1995 | 6,236      |
| 2000 | 6,901      |
| 2005 | 7,299      |
| 2010 | 7,443      |
| 2011 | 7,531      |
| 2013 | 7,554      |

## 行政

### 議会
バート・ローテンフェルデの町議会は 20議席からなる。これに投票権を持つ議長として町長が加わる。

### 首長
バート・ローテンフェルデの町長はクラウス・レーケンパー (CDU) である。彼は2014年5月25日の町長選挙で 64.1 % の票を獲得して町長に当選した。対立候補のマルコ・ナイゼン (SPD) の得票率は 35.9 % であった。この選挙の投票率は 56.2 % であった。レーケンパーは2014年11月1日に町長に就任した。

### 紋章と旗
紋章: バート・ローテンフェルデの紋章には、枝条架装置の幹壁とその上にオスナブリュックの輪が描かれている
旗: この町の旗は、白地と赤地で枝条架装置の幹壁とその上にオスナブリュックの輪が描かれている。

### 姉妹都市
- アフェレースト（オランダ語版、英語版）（オランダ、オーファーアイセル州。2001年以降はハルデンベルグ（オランダ語版、英語版）の一部）

## 文化と見所

### 博物館
- 郷土博物館

### 音楽
- コンツェルトガルテン

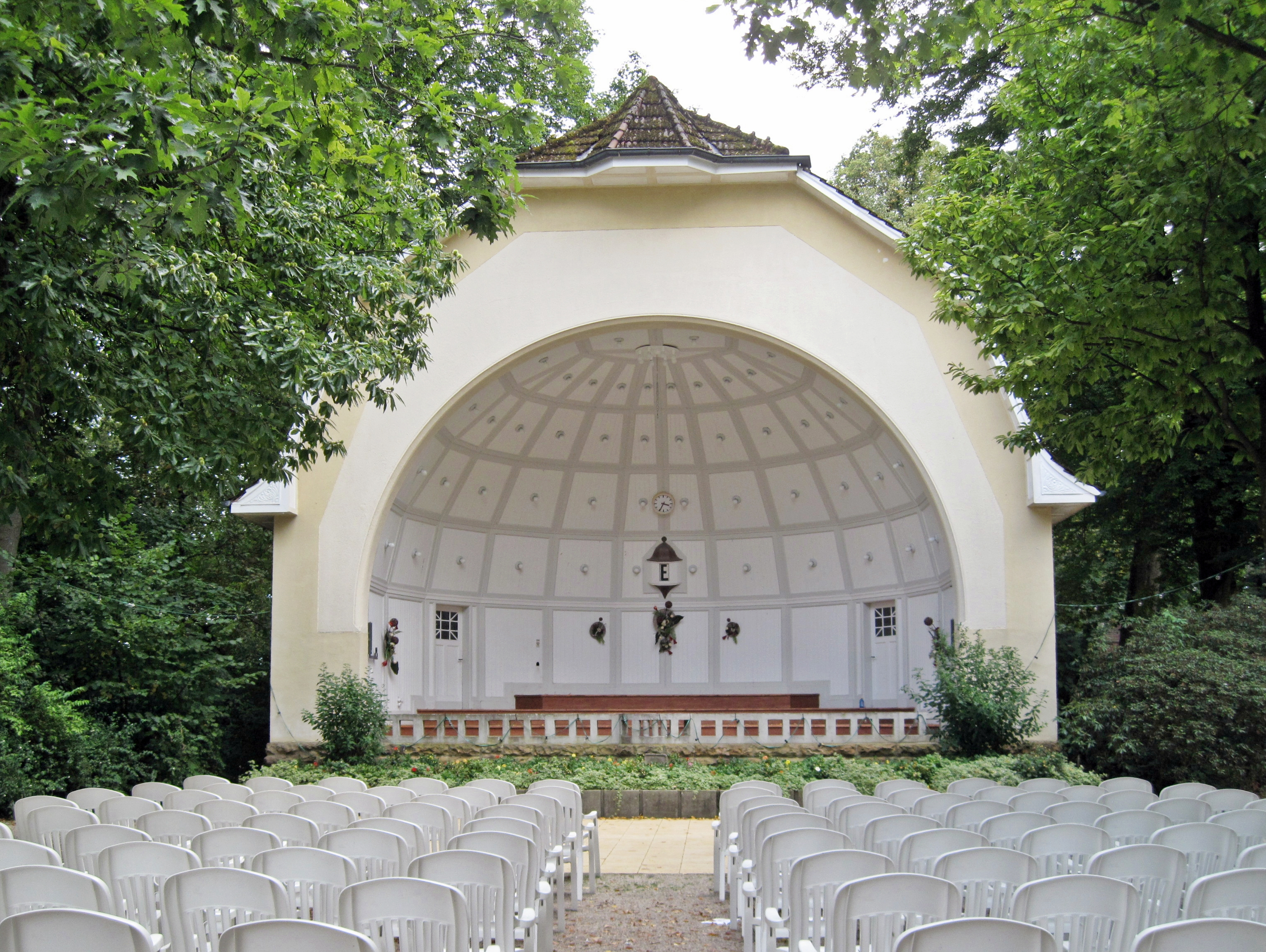
コンツェルトガルテン

- ジャズクラブ・ディッセン＝バート・ローテンフェルデ
- ハウス・デス・ガステス

### 公園

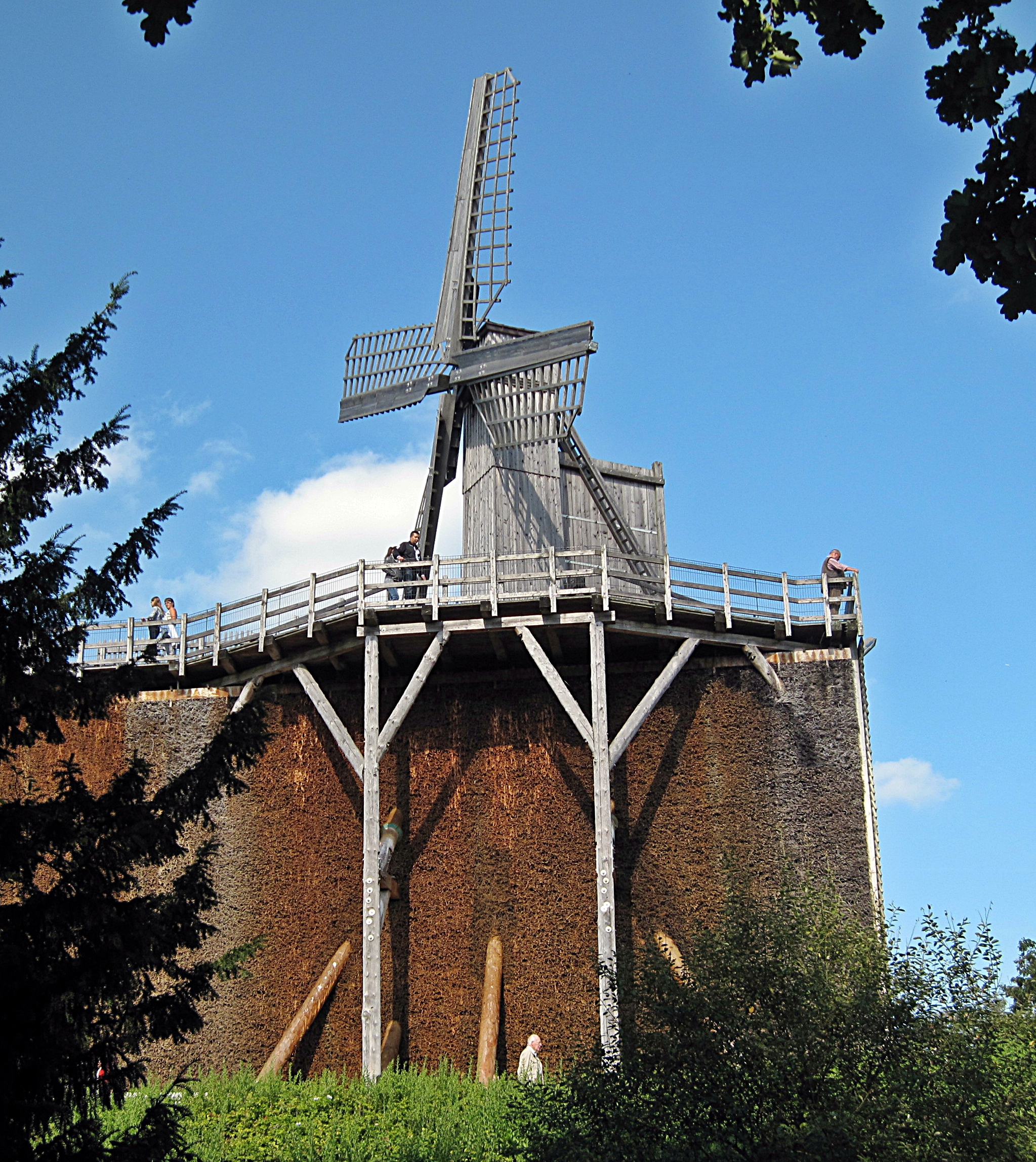
枝条架装置上の風車

この町には、2つの枝条架装置を持つ広さ約 18 ha のクアパークがある。1777年に最初の枝条架装置が建設された。1824年に長さ 412 m の 2基目が設けられた。この枝条架装置には側面の支柱がない。これは西欧で最大の支柱のない枝条架装置である。2008年に「新枝条架装置」に風車が再現された。この風車はかつて製塩のために枝条架装置のポンプの役割を果たしていた。

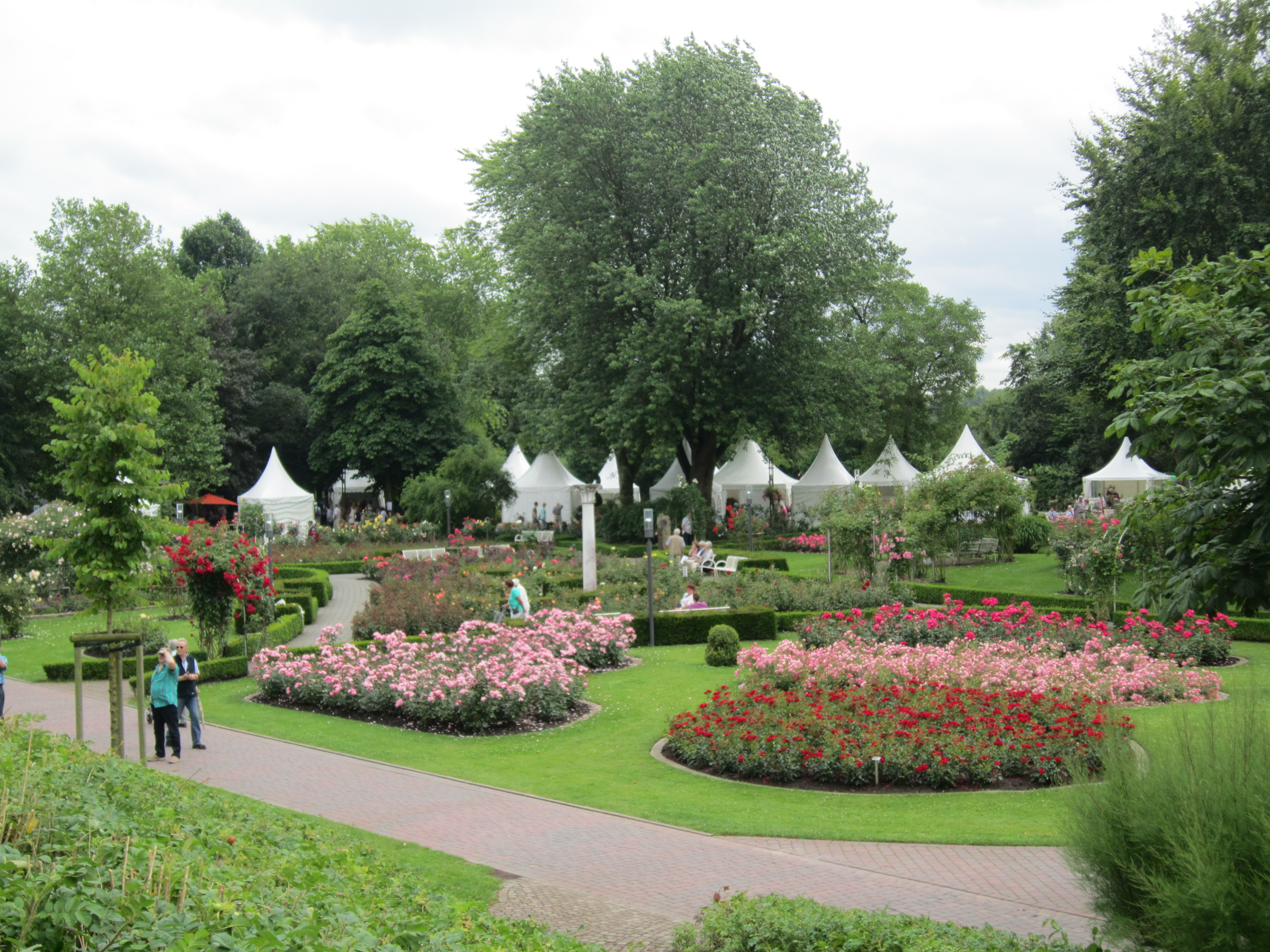
バラ園

1999年から、約 3,000本のバラを持つバラ園もある。

### スポーツ
- TuS バート・ローテンフェルデでは、エアロビクス、バドミントン、体操、ジャズダンス、精神運動訓練、スポーツ章、ノルディックウォーキング、水泳、卓球、体育一般、バレーボールといった種目を提供している。
- SV バート・ローテンフェルデ: サッカー（ランデスリーガ・ヴェーザー＝エムス）
- テニスクラブ・バート・ローテンフェルデ e.V.: テニス、バスケットボール部門もある。
- SSG バート・ローテンフェルデ: 射撃競技
- 屋外プール
- 屋内プール（テルメ）

### 年中行事

#### 祭
- 塩市（聖体の祝日から）
- ニコラウス・クリスマスマーケット（第2アドヴェント）
- クヴェレンフェスト（9月の最終前の週末）
- 郷土祭（8月の第3週末）
- レプラウス（ワイン祭、7月）
- ローゼンツァイト（7月）
- バート・ローテンフェルデの文学の日（9月）
- トイトブルクの森のミニ＝オリンピック（5月）

### リヒトジヒト
バート・ローテンフェルデでは、2007年から2年に1度ビエンナーレ「リヒトジヒト」（直訳すると「光の眺め」）が開催される。このイベントでは、ライトアーティストは新旧枝条架装置の長い壁を利用するが、噴水なども照明インスタレーションのスクリーンに使われる。

## 経済と社会資本
バート・ローテンフェルデの住民は、GfKドイツの購買力インデックスによれば、平均以上の購買力を有している。バート・ローテンフェルデは近隣への通勤者や年配者に人気で裕福な住宅地となっている。バート・ローテンフェルデには別荘地を有する住宅地といくつかの老人施設がある。

### 病院
バート・ローテンフェルデには、地域を越えて重要な病院が多くある。2002年には約1,080人の病院職員と 約125人の医師、約20人の学位を有する心理学者がいた。

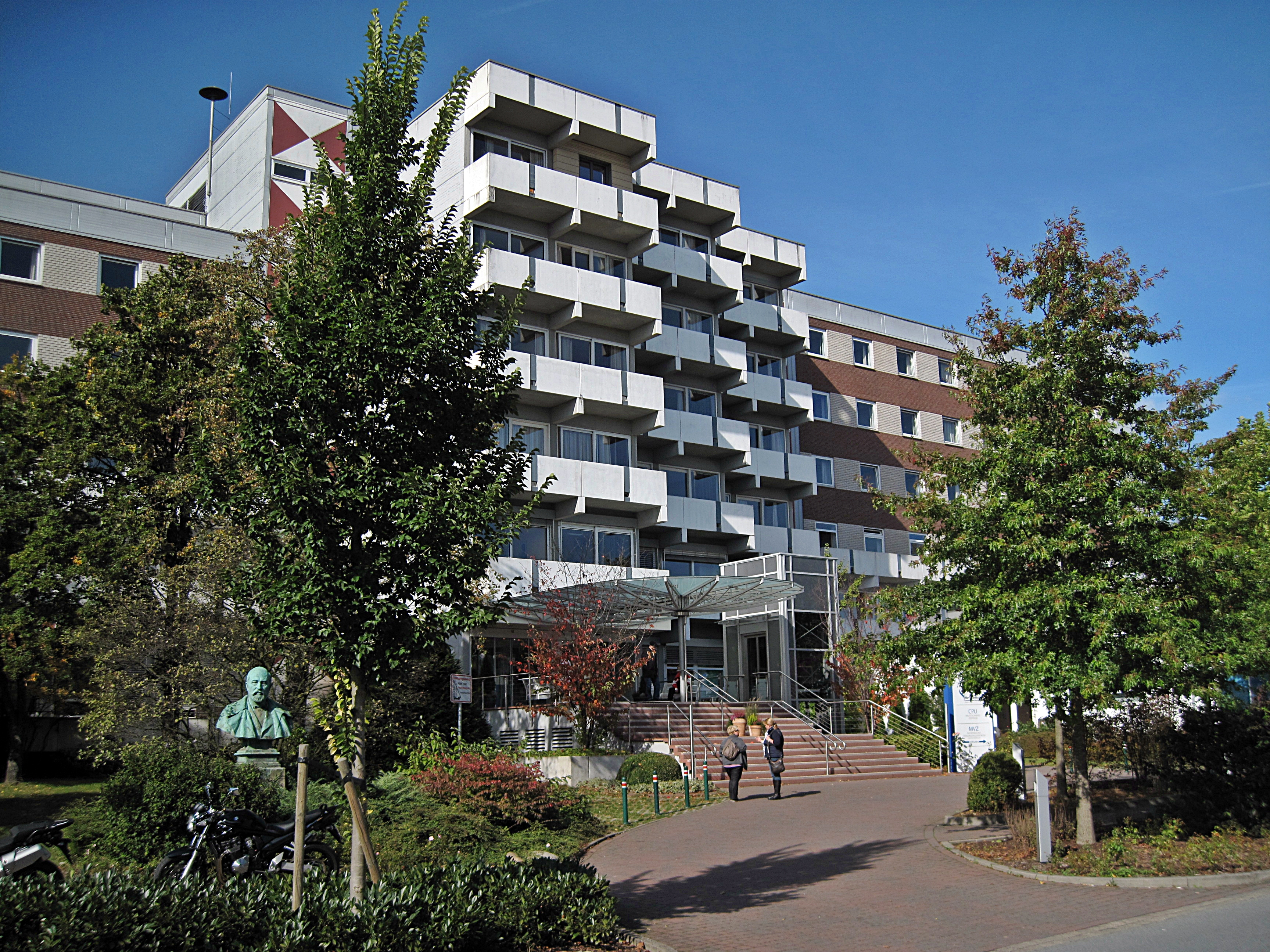
シュヒターマン病院

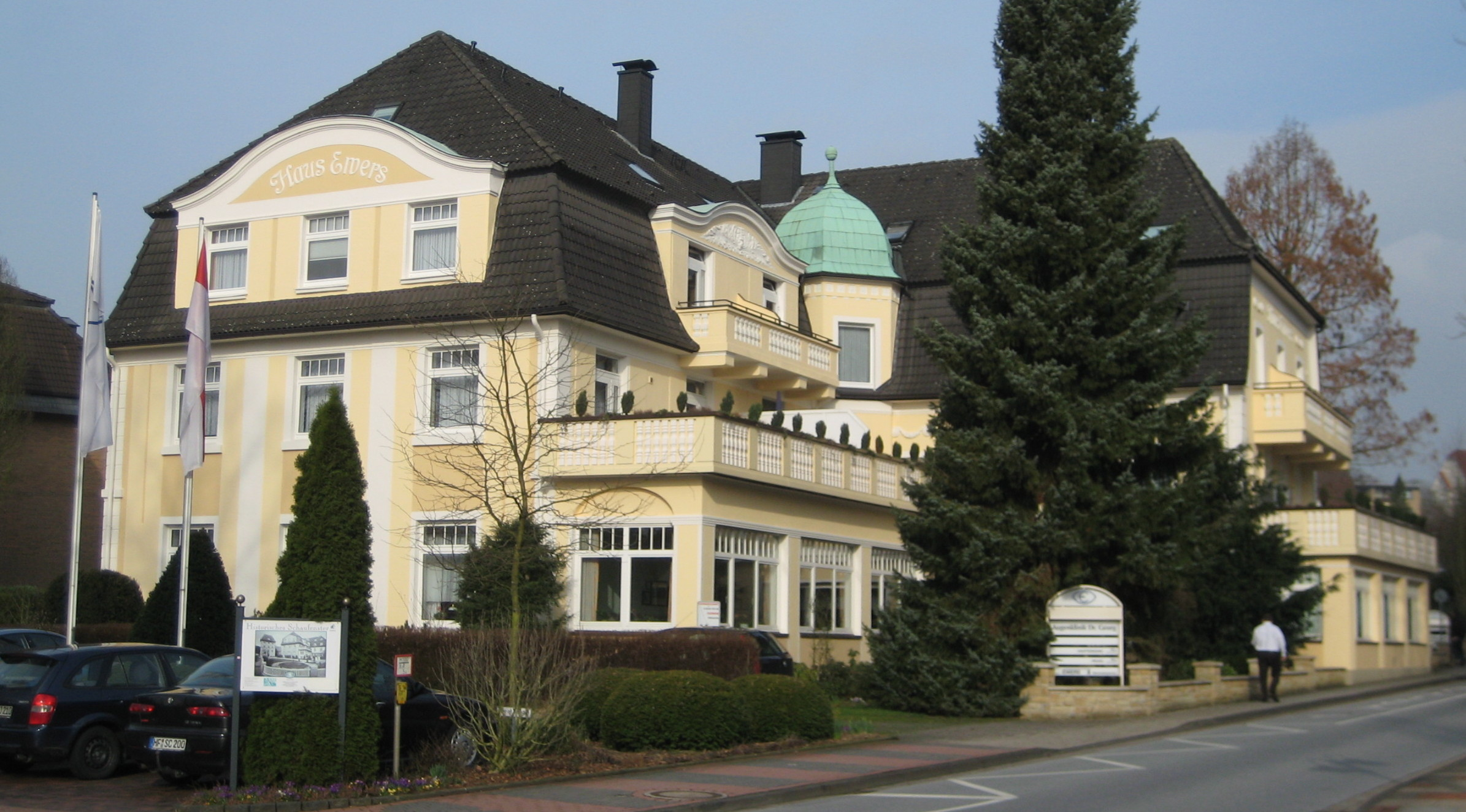
ドクトル・ゲオルク眼科病院が入居する旧エーヴァース邸

- トイトブルガー・ヴァルト病院: この病院は、ドイツ年金保険ブラウンシュヴァイク＝ハノーファーの施設である。この病院は1955年にドイツ初の心筋梗塞後のリハビリテーション専門サナトリウムとしてオープンした。心臓・循環器疾患患者の他に代謝性疾患患者、気道疾患や合併疾患患者の治療も行っている[9]。
- ミュンスターラント病院: 運営母体はドイツ年金保険ヴェストファーレンである。この病院は整形外科およびリウマチ科のリハビリテーション病院であるが、救急病院退院後の回復リハビリテーションも行っている。この病院には195室の病室があるが、このうち20室は障害者用病室である[10]。この病院はトイトブルガー・ヴァルト病院とともにリハクリーニクム・バート・ローテンフェルデを形成している[11]。
- シュヒターマン病院: シュヒターマン病院は1973年に開院した。この心臓疾患専門病院は、1872年にローテンフェルダー・ゾルバート・ウント・ザリーネン AG を設立したドルトムントの企業家ハイリヒ・シュヒターマンにちなんで名付けられた。シュヒターマン＝シラーシェ・ファミリーエン財団に属すこの病院は、ドイツで最も先進的な心臓センターの1つを有している。この病院では、1977年から2009年までの間に92,500人以上の心臓カテーテル検査が行われ、1993年から2009年までの間に人工心肺装置を用いた心臓手術が 39,000件以上行われた[12]。バート・ローテンフェルデのクアパークには、病院名の由来になったハインリヒ・シュヒターマンの像が設置されている。1988年10月に心臓外科医で心移植のパイオニアであるクリスチャン・バーナード（1922年 - 2001年）がこの病院を訪れている[13]。
- バート・ローテンフェルデ・パルク病院: バート・ローテンフェルデ・パルク病院は、整形外科および事故障害外科、リウマチ科、術後継続治療 (AHB)、総合的疼痛治療、精神身体医学、心理療法、精神的合併症の専門病院である。整形外科のあるパルク病院 I は1986年に開院した。精神身体医学部門は1996年に新病棟であるパルク病院 II で開業した。バート・ローテンフェルデ・パルク病院は、2012年現在、病床数295の規模である[14]。
- イム・クアパルク病院: 1996年に開院したイム・クアパルク病院は、運動器官や支持器官の疾患、慢性疲労症、気道および心臓・循環器疾患を扱う[15]。
- ヨハン＝ヴィルヘルム＝リッター病院: この病院は物理学者で哲学者のヨハン・ヴィルヘルム・リッター（1776年 - 1810年）の名前を冠している。ここは、皮膚科およびアレルギー科の救急治療、術後継続治療、リハビリテーションを専門とする病院である。1986年に設立されたこの病院は、1917年に建設された旧オルデンブルク児童クアハイムの建物に本部を置いている[16][17]。
- ドクトル・ゲオルク眼科病院: 民営のドクトル・ゲオルク眼科病院は1960年にフリッツ・ゲオルク医師によってバート・ローテンフェルデで開業した。その本部は1905年に建設されたエーヴァース邸にある。この建物は時代によって、予備野戦病院やペンションとして利用されてきた。この病院では入院患者や救急患者の眼科手術と、術前・術後の通院診療を行っている[18]。

### 観光業
バート・ローテンフェルデには2000年4月から、フィットネス、サウナ、物理療法の受診が可能な5つ星キャンプ場「キャンポテル」(Campotel) がある。

### 地元企業
- ヘリスト AG（食品会社）

### 交通
バート・ローテンフェルデは、ニーダーザクセンリング（州道 L94号線）経由で連邦アウトバーン A33号線のディッセン/バート・ローテンフェルデ・インターチェンジに至り、これにより広域道路網に接続している。
ディッセン＝バート・ローテンフェルデ駅は鉄道オスナブリュック - ビーレフェルト線 (KBS 402) の駅であり、1時間間隔でレギオナルバーン「ハラー・ヴィレム」(RB 75) が運行している。近郊旅客鉄道はノルトヴェストバーンによってタレントの気動車を用いて最高時速 120 km/hr で運行している。
近郊旅客道路交通はオスナブリュック行き、ミュンスター (ヴェストファーレン) 行き、バート・イーブルク行き、さらに2008年8月21日からはフェルスモルト行きの地方バスが担っている。バート・ローテンフェルデからオスナブリュックへの定期路線バスには2つのルートがある。1つはバート・ラーエルおよびバート・イーブルク経由、もう1つはディッセンおよびヒルターを経由する。さらにバート・ローテンフェルデ ZOB（中央乗り合いバスステーション、町の中心部にある）とディッセン＝バート・ローテンフェルデ駅との間のバス路線もある。バスおよび列車の利用には VOSplus運賃（バスの場合には VOS運賃の場合もある）が適用される。

### 教育
- 基礎課程学校
- 町立図書館

## 人物

### 出身者
- アンネ・シャプレ（本名: コーラ・シュテファン）（1951年 - ）作家、ジャーナリスト

### ゆかりの人物
- ヴァルター・ヴェンク（1900年 - 1982年）第二次世界大戦時の軍司令官。晩年をバート・ローテンフェルデで暮らし、亡くなった。